# Richard Dindo

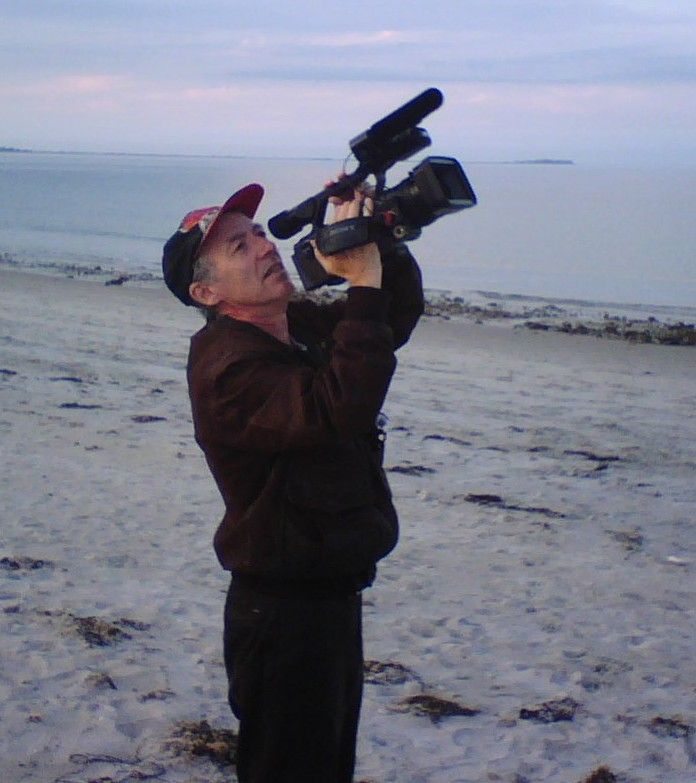
Richard Dindo (2008)

Richard Dindo (* 5. Juni 1944 in Zürich; † 12. Februar 2025 in Paris) war ein Schweizer Dokumentarfilmer italienischer Abstammung. Er lebte in Zürich und in Paris. Wegen seiner akribischen, emotional engagierten Recherchen wurde er als «anwaltschaftlicher Filmer» bezeichnet.

## Werdegang
Richard Dindo war Sohn eines in Zürich geborenen Bauarbeiters italienischer Herkunft. Er arbeitete nach der Primar- und Sekundarschule zunächst als Büroangestellter. 1966 zog er nach Paris, wo er zwei Jahre später den Pariser Mai miterlebte. Diese Begegnung prägte ihn stark.
Als Autodidakt begann er mit dokumentarischer Filmarbeit und debütierte 1970 mit Die Wiederholung. Darin informieren sich zwei Jugendliche bei einem alten Genossen über die Schweizer Arbeiter- und Gewerkschaftsbewegung. Einen Skandal verursachte Die Erschiessung des Landesverräters Ernst S. über einen verurteilten NS-Mitläufer, eine provokante Anklage gegen Staat und Justiz der Vergangenheit und Gegenwart. In drei Filmen (Schweizer im Spanischen Bürgerkrieg, Raimon – Lieder gegen die Angst und El suizo – un amour en Espagne) setzte sich Dindo mit dem Franquismus auseinander. In Max Haufler, «Der Stumme» ging er dem Suizid des Schauspielers und Regisseurs Max Haufler nach.
Zusammen mit Fredi M. Murer und Alexander J. Seiler zählte er zu den prägenden Filmemachern im Schweizer Film dieser Zeit. Mit seinem engagierten Werk stellte er sich gegen das dominante Narrativ und regte ein anderes Geschichtsbewusstsein der Schweiz an. Hervorstechende Stilmittel sind intensive Recherche und sorgfältige Rekonstruktion sowie ein klares politisches Engagement.
Er hatte einen Bruder, eine Schwester und drei Töchter.

## Auszeichnungen
Sein Dokumentarfilm Grüningers Fall (1997) über den Schweizer Polizisten und Fluchthelfer Paul Grüninger wurde 1998 für den Schweizer Filmpreis nominiert.

## Filmografie
- 1970: Die Wiederholung[2]
- 1971: Dialog
- 1972: Naive Maler in der Ostschweiz
- 1974: Schweizer im Spanischen Bürgerkrieg
- 1977: Die Erschiessung des Landesverräters Ernst S.
- 1977: Raimon. Chansons contre le peur / Raimon – Lieder gegen die Angst
- 1978: Clément Moreau, der Gebrauchsgrafiker[2] – über Clément Moreau
- 1978: Hans Staub, Fotoreporter
- 1981: Max Frisch, Journal I-III[2] – über Montauk
- 1983: Max Haufler, "Der Stumme"[2] – über Max Haufler
- 1986: El suizo – un amour en Espagne[2]
- 1987: Dani, Michi, Renato & Max[2] – über die Jugendunruhen in der Schweiz
- 1991: Arthur Rimbaud, une biographie[2] – über Arthur Rimbaud
- 1992: Charlotte, vie ou théâtre?[2] – über Charlotte Salomon
- 1994: Ernesto Che Guevara, das bolivianische Tagebuch (frz. Ernesto «Che» Guevara: le Journal de Bolivie[2]) – Dokumentation über Che Guevara
- 1996: Une saison au paradis[2]
- 1997: Grüningers Fall
- 1998: HUG – L’hôpital cantonal universitaire de Genève[2]
- 1999: Genet à Chatila[2] – über Jean Genet
- 2002: Verhör und Tod in Winterthur[2] – Dokumentation über die Winterthurer Ereignisse auf Basis des gleichnamigen Buchs von Erich Schmid
- 2002: La maladie de la mémoire[2]
- 2003: Ni olvido ni perdón[2]
- 2003: Aragon: le roman de Matisse[2]
- 2005: Drei junge Frauen (Zwischen Leben und Tod) (Trois jeunes femmes (entre la vie et la mort))
- 2006: Wer war Kafka?[2] – über Franz Kafka
- 2009: Die Marsträumer (The Marsdreamers)
- 2010: Gauguin à Tahiti et aux Marquises – über Paul Gauguin
- 2013: Vivaldi in Venedig – über Antonio Vivaldi
- 2014: Homo Faber (drei Frauen)
- 2018: Die Reise des Bashô
- 2021: Das letzte Kino auf dem Land – Eine Schweizer Satire

Richard Dindo hat auch am Drehbuch zum Dokumentarfilm AIDS – Leben, so lange es geht (Alain Klarer, 1988) mitgearbeitet.

## Einzelbelege
1. ↑  Martin Walder: Mit «Die Erschiessung des Landesverräters Ernst S.» scheuchte er die Öffentlichkeit auf, bis hinauf zum Bundesrat. Der grosse Schweizer Dokumentarfilmer Richard Dindo ist 80-jährig verstorben. In: NZZ. 13. Februar 2025, abgerufen am 13. Februar 2025.
2. 1 2 3 4 5 6 7 8 9 10 11 12 13 14 15 16 17  Wer war Kafka? – Dokfest-München; u. a. mit Nennung des Films „Die Wiederholung“

| Personendaten    | Personendaten                                       |
| ---------------- | --------------------------------------------------- |
| NAME             | Dindo, Richard                                      |
| KURZBESCHREIBUNG | Schweizer Dokumentarfilmer italienischer Abstammung |
| GEBURTSDATUM     | 5. Juni 1944                                        |
| GEBURTSORT       | Zürich                                              |
| STERBEDATUM      | 12. Februar 2025                                    |
| STERBEORT        | Paris                                               |